# Liste der Stolpersteine in Remmels

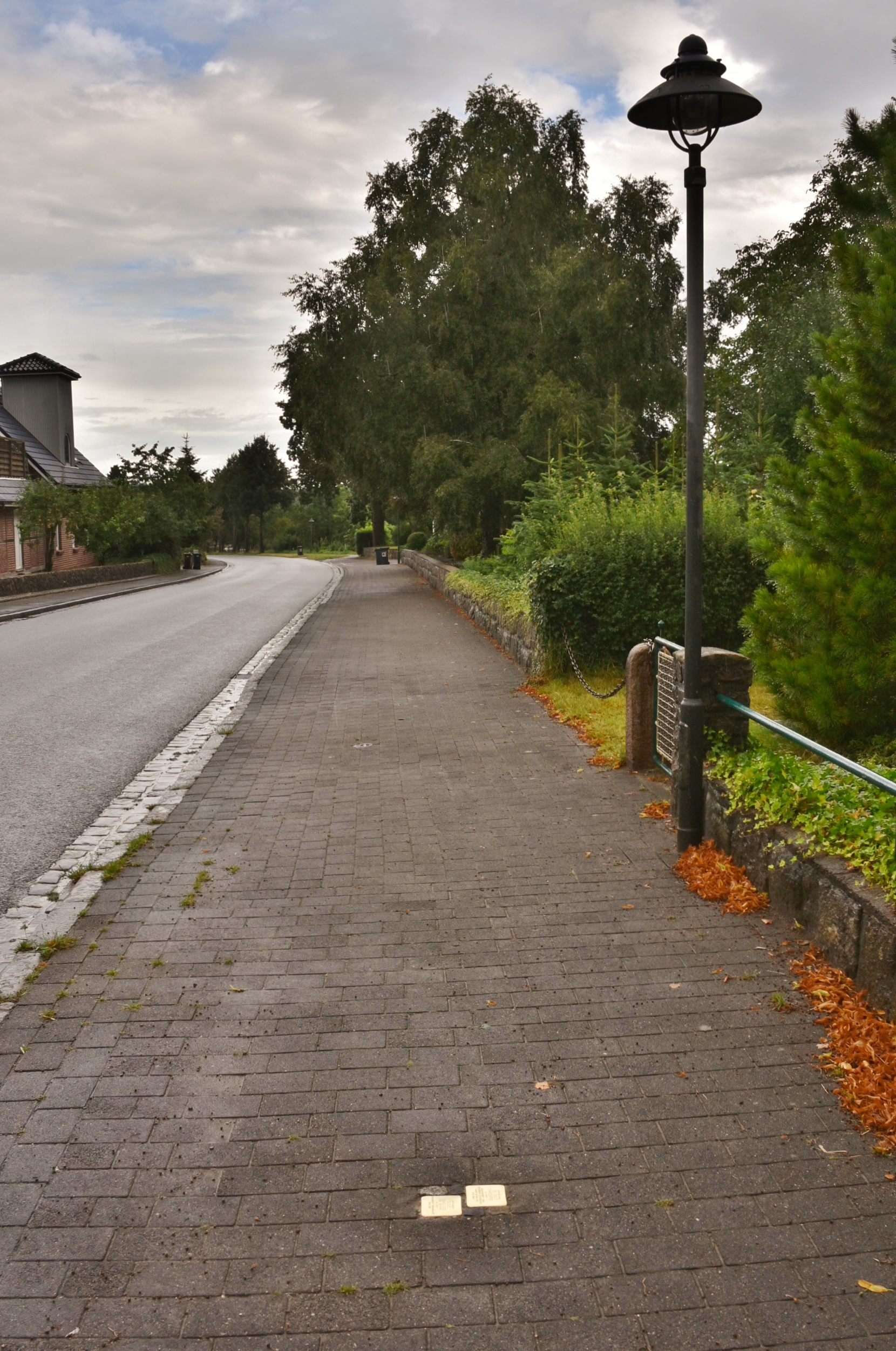
Stolpersteine in Remmels

Die Liste der Stolpersteine in Remmels enthält die Stolpersteine, die vom Kölner Künstler Gunter Demnig im schleswig-holsteinischen Remmels verlegt wurden. Stolpersteine erinnern an das Schicksal der Menschen, die von den Nationalsozialisten ermordet, deportiert, vertrieben oder in den Suizid getrieben wurden. Sie liegen im Regelfall vor dem letzten selbstgewählten Wohnsitz des Opfers.
Die erste Verlegung in Remmels erfolgte am 28. Juni 2020 durch den Künstler persönlich.

## Liste der Stolpersteine
Die Tabelle ist teilweise sortierbar; die Grundsortierung erfolgt alphabetisch nach dem Familiennamen des Opfers.
| Stolperstein | Inschrift | Standort         | Name, Leben       |
| ------------ | --- | ---------------- | ----------------- |
|              | HIER WOHNTE CÄCILIE BAMBERGER GEB. STEFFENS JG. 1889 AUSGEGRENZT / DRANGSALIERT ÜBERLEBT                       | Hauptstraße 30 · | Cäcilie Bamberger |
|              | HIER WOHNTE DR. ERNST BAMBERGER JG. 1885 BERUFSVERBOT 1938 GEDEMÜTIGT / ENTRECHTET FLUCHT IN DEN TOD 6.12.1941 | Hauptstraße 30 · | Ernst Bamberger   |